# Samantha Noble
Samantha C. Noble, född 15 maj 1984, är en australisk skådespelerska som har deltagit i TV-serier och filmer. Hon är för närvarande mest känd för sin roll som Jade / Amitiel i Gabriel (film), och har medverkat i flera filmer som bland annat See No Evil och EG Lonely Royals.

## Filmografi
| År    | Titel                   | Roll            |
| 1997– | Home and Away           |                 |
| 1998– | All Saints,             | Ebony Trafford  |
| 2006  | Court of Lonely Royals. | Charlene Parker |
| 2006  | See No Evil             | Kira Vanning    |
| 2007  | Nailed.                 | The Daughter    |
| 2007  | Gabriel                 | Jade/Amitiel    |
| 2008  | The Gates of Hell,      | Leah            |
| 2012  | Fringe                  | Dr Benlo        |